# Weinmannia pubescens
Weinmannia pubescens är en tvåhjärtbladig växtart som beskrevs av Carl Sigismund Kunth. Weinmannia pubescens ingår i släktet Weinmannia och familjen Cunoniaceae.

## Underarter
Arten delas in i följande underarter:
- W. p. arcabucoana
- W. p. popayanensis